# Hasta la Vista
"Hasta la Vista" (em português: "Até à vista") foi a canção que representou a Ucrânia no Festival Eurovisão da Canção 2003 que se disputou em Riga, capital da Letónia, em 25 de maio desse ano.
A referida canção foi a estreia da Ucrânia no Festival Eurovisão da Canção que esteve a cargo de Oleksandr Ponomaryov que a cantou em inglês, apesar do título em castelhano. Foi a décima-sexta canção a ser interpretada na noite do festival, a seguir à canção do Reino Unido "Cry Baby", interpretada pelo duo Jemini e antes da canção grega ""Never Let You Go", interpretada pela cantora Mando. A estreia ucraniana terminou em décimo-quarto lugar (entre 26 participantes). No ano seguinte, em 2004, a Ucrânia seria representada por Ruslana que interpretaria a canção "Wild Dances, que seria a vencedora do evento.

## Autores
| AUTORES                 |
| ----------------------- |
| Letrista: Mirit Shem Or |
| Compositor: Svika Pick  |

## Letra
A canção é uma balada, na qual Oleksandr se despede de uma sua amante, dizendo-lhe "Adeus", iniciando-se o fim de um relacionamento amoroso e que não vale a pena chorar, porque ele está cansado das suas mentiras, despede-se dele com "Hasta la vista".